# Rally El Corte Inglés de 1999
El El Corte Inglés de 1999, oficialmente 23.º Rally El Corte Inglés, fue la vigesimotercera edición, la octava cita de la temporada 1999 del Campeonato de Europa de Rally y la primera de la temporada 1999 del Campeonato de España de Rally. Fue también puntuable para el campeonato de Canarias y el Desafío Peugeot. Se celebró del 26 al 27 de marzo y contó con un itinerario de veintitrés tramos que sumaban un total de 304 km cronometrados.

## Clasificación final
| Pos. | Piloto           | Copiloto             | Automóvil                 | Tiempo         | Diferencia |
| ---- | ---------------- | -------------------- | ------------------------- | -------------- | ---------- |
| 1.   | Jesús Puras      | Marc Martí           | Citroën Xsara Kit Car     | 3:20:29.8      | 0.0        |
| 2.   | Luis Monzón      | José Carlos Déniz    | Peugeot 306 Maxi          | 3:22:21.8      | +1:52.0    |
| 3.   | José María Ponce | Gaspar León          | Peugeot 306 Maxi          | 3:25:28.2 1:30 | +4:58.4    |
| 4.   | Bert de Jong     | Ton Hillen           | Subaru Impreza S5 WRC '97 | 3:28:39.1      | +8:09.3    |
| 5.   | Enrico Bertone   | Massimo Chiapponi    | Renault Mégane Maxi       | 3:28:43.4 0:30 | +8:13.6    |
| 6.   | Gregorio Picar   | Andrés Castro        | Ford Escort WRC           | 3:30:51.5      | +10:21.7   |
| 7.   | Antonio Ortega   | Carmelo Sosa         | SEAT Ibiza Kit Car        | 3:35:46.8 0:10 | +15:17.0   |
| 8.   | Sergio Vallejo   | Mario González Tomé  | Citroën Saxo Kit Car      | 3:36:36.6      | +16:06.8   |
| 9.   | Jon Casais       | José Enrique Serrano | Citroën ZX Kit Car        | 3:40:22.4      | +19:52.6   |
| 10.  | Jordi Grinyó     | Samira Lanaya        | Peugeot 106 Maxi          | 3:41:46.8 0:10 | +21:17.0   |